# Desa Kiarapayung (administrativ by i Indonesien, Jawa Barat, lat -7,21, long 108,47)
Desa Kiarapayung är en administrativ by i Indonesien.   Den ligger i provinsen Jawa Barat, i den västra delen av landet, 210 km sydost om huvudstaden Jakarta.